# Рио-Бонито
Рио-Бонито (англ. Rio Bonito) — небольшая река в горах Сьерра-Бланка на юге Нью-Мексико, США. Длина реки — 56 км (35 мили). Площадь водосборного бассейна — 764 км² (295 кв. миль).
Река начинается в Национальном лесу Линкольна на склонах Сьерра-Бланки и направляется на восток, где разветвляется к западу от водохранилища Бонито-Лейк. Пройдя через водохранилище, река течёт в общем в восточном направлении, протекая через Форт-Стэнтон. Рио-Бонито сливается с Рио-Руидосо, образуя реку Рио-Хондо, которая затем течёт к реке Пекос.

## Фауна
Несколько видов рыб обитают в водах Рио-Бонито, в том числе:
- Несколько видов форели[7];
- Вид чукучанов, называемый здесь Rio Grande Sucker;
- Толстолобый пескарь[англ.];
- Длинноносый елец[англ.];
- Вид головля, называемый здесь Rio Grande Chub.